# Sathmarisch
Het Sathmarisch is een Hoogduits dialect, dat in Satu Mare in Roemenië gesproken werd. Sathmarisch is een dialect, dat van het Zwabisch afkomstig is.